# 孟什维克
孟什维克（羅馬化：men'shevik，直译：少数派）是俄国社会民主工党的一个政治派别。孟什維克由馬爾托夫領導，主張信任群眾行動的自發性，涵蓋所有無產階級民眾的所有行動。
1903年，俄国社会民主工党内部尤里·奥西波维奇·马尔托夫与弗拉基米尔·列宁出现分歧，两人逐步组建起相对的两派。该分歧源于俄国社会民主工党第二次代表大会，表面上是关于党的组织的小问题。马尔托夫的支持者事實上處於相對多數，但在分歧中关于党员资格的一次重要投票中处于少数，因而被譏为孟什维克，即俄语的“少数派”（меньшинство），而列宁的支持者被称为布尔什维克，源自俄语的“多数派”（большинство）。

## 發展
马尔托夫反对列宁的观点，坚持以第二国际为建党模式，主张把一切愿意入党的人全部吸收进来，并认为党员并不需要高度集中化组织化，只需“经常亲自协助党”即可。1917年二月革命后，包括孟什维克成员的苏维埃与临时政府合作，形成雙重政府。同年发生十月革命，布尔什维克夺取政权。
苏俄内战爆发后，孟什维克持反布尔什维克的立场并参与其活动。被清除出苏维埃。1918年10月末，孟什维克中央委员会通过了支持苏维埃政府保护革命胜利果实的决议。1918年11月30日，全俄中央执行委员会取消了以前把孟什维克清除出苏维埃的决定。1918年12月邀请孟什维克出席第7次全俄苏维埃代表大会。1920年间，孟什维克十分活跃，在莫斯科和各地设立办事处发展组织，发行各种小报，在各地苏维埃有几百个席位。1920年8月孟什维克在莫斯科召开党的代表大会。1920年末孟什维克的代表出席了第8次全俄苏维埃代表大会。

## 迫害
1921年3月发生了喀琅施塔得起义，提出了打倒布尔什维克的口号。列宁指责社会革命党与孟什维克鼓动了喀琅施塔得起义，对其活动作了十分严格限制。1921年，苏维埃政府頒令孟什维克為非法，大部分孟什维克高级幹部逃亡海外。1924年孟什维克党宣布解散。1931年，苏联举行了孟什维克审判，对前孟什维克成员进行迫害。